# Pfingstanger bei Wörmlitz
Koordinaten: 51° 26′ 41″ N, 11° 55′ 5″ O

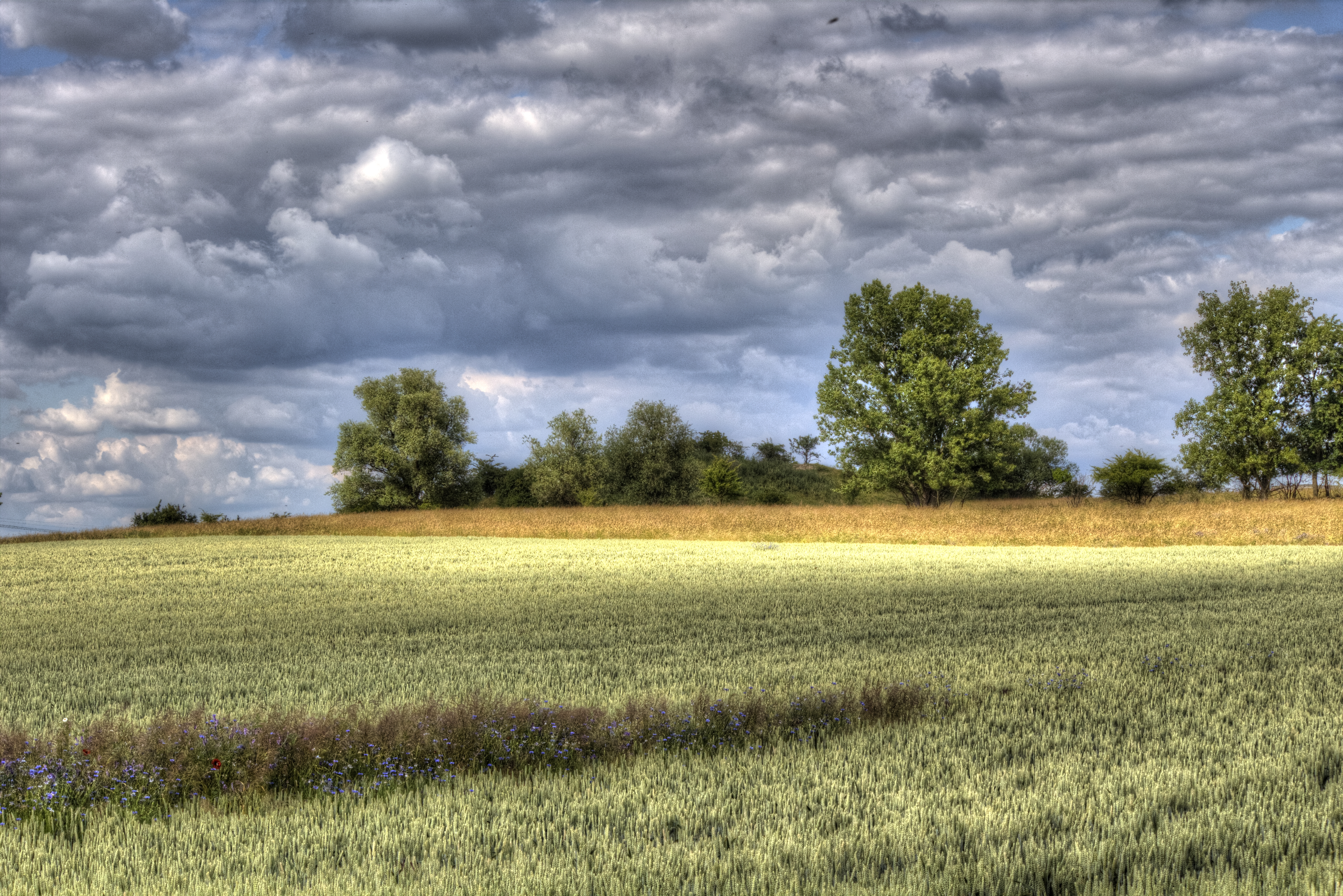
Pfingstanger

Der Pfingstanger bei Wörmlitz ist ein Naturschutzgebiet in der Stadt Halle (Saale) sowie in den Gemeinden Teutschenthal und Schkopau im Saalekreis in Sachsen-Anhalt.
Das Naturschutzgebiet mit dem Kennzeichen NSG 0183 ist rund 125 Hektar groß. Davon entfallen 108,92 Hektar auf die Stadt Halle. Das Gebiet ist vollständig Bestandteil des FFH-Gebietes „Saale-, Elster-, Luppe-Aue zwischen Merseburg und Halle“ sowie des EU-Vogelschutzgebietes „Saale-Elster-Aue südlich Halle“. Etwas flussaufwärts schließt sich das Naturschutzgebiet „Abtei und Saaleaue bei Planene“ sowie etwas flussabwärts das Naturschutzgebiet „Rabeninsel und Saaleaue bei Böllberg“ an. Das Naturschutzgebiet wird vom Landschaftsschutzgebiet „Saale“ umgeben. Das Gebiet steht seit 1998 unter Schutz (Datum der Verordnung: 13. Oktober 1998). Zuständige untere Naturschutzbehörde sind die Stadt Halle (Saale) und der Saalekreis.
Das Naturschutzgebiet liegt südwestlich von Halle in einer Saaleschleife. Es erstreckt sich entlang der Saaleaue von kurz unterhalb der Straßenbrücke bei Röpzig bis kurz oberhalb der Eisenbahnbrücke der Bahnstrecke Halle–Hann. Münden und schließt dabei größtenteils den Flusslauf der Saale mit ein. Es beinhaltet ein Mosaik aus Auwald, auentypischer Kleingewässer, Feuchtwiesen, Röhrichte und Trocken- und Halbtrockenrasen. Der nördliche, am rechten Ufer der Saale liegende Teil des Naturschutzgebietes, wird von Hartholzauenwaldbereichen mit Eichen und Ulmen geprägt. In der Krautschicht siedeln u. a. Aronstab, Hohe Schlüsselblume, Hohler Lerchensporn, Scharbockskraut und Gelbes Windröschen.
Die Hartholzaue geht entlang des Saaleufers in eine Ufergehölz mit Weichholzauencharakter über. Weiterhin sind Feuchtwiesen mit Hochstaudenfluren, Landreitgrasfluren sowie Kleinröhrichte und Schlammlingsfluren zu finden. Auf den Feuchtwiesen siedeln Blauweiderich-Spießblatthelmkraut-Gesellschaften und Bestände von Kratzbeere, Gelber Wiesenraute, Sumpfwolfsmilch, Langblättriger Blauweiderich, Ysopblättriger Weiderich sowie Schwarzährige Segge und Schilfrohr. Die Kleinröhrichte werden von Gewöhnlicher Sumpfbinse, Salzteichbinse und Gewöhnlichem Froschlöffel gebildet. Darüber hinaus sind zahlreiche weitere Pflanzen nachgewiesen.
Im Südosten des Schutzgebietes wird der Untergrund von Mittlerem Buntsandstein gebildet. Hier sind dichte Gebüsche sowie kleinräumig Trocken- und Halbtrockenrasen, auf denen im Frühjahr Wiesensalbei, Österreichischer Lein, Reiherschnabel und Zypressenwolfsmilch blühen, zu finden. Zur Saale hin ist ein Steilhang ausgebildet, der zur Pflege mit Schafen beweidet wird.
Das Naturschutzgebiet bietet einer artenreichen Avifauna einen geeigneten Lebensraum. So brüten hier u. a. Schwarz- und Rotmilan, Wespenbussard, Neuntöter, Raubwürger, Nachtigall, Schlagschwirl und Sperbergrasmücke. Daneben ist das Gebiet als Rast- und Nahrungsgebiet für Vögel von großer Bedeutung, ebenso wie als Winterrastgebiet für Enten. Die teilweise temporären Kleingewässer und Feuchtwiesen sind Lebensraum von Erd-, Kreuz- und Wechselkröte sowie dem Kammmolch. Weiterhin wurden im Naturschutzgebiet über 40 Schnecken- und über 70 Schmetterlingsarten nachgewiesen.
Ein Teil des Pfingstangers wurde bis 1991 militärisch genutzt. Im Südosten grenzt das Naturschutzgebiet an ein Wohngebiet.